# Descàrrega de fons
S'anomena  descàrrega de fons  una estructura hidràulica, associada a les preses hidràuliques.
La seva funció pot ser:
- garantir el cabal ecològic immediatament aigües avall d'una presa;
- permetre el buidatge de l'embassament per a efectuar operacions de manteniment a la presa;
- reduir el volum de material sòlid dipositat en proximitat de la presa.

Atès que l'aigua surt de la presa amb una pressió considerable, si el raig no és controlat adequadament pot provocar erosions localitzades perilloses per a l'estabilitat de la mateixa presa. Per aquest motiu les descàrregues de fons sempre estan equipades amb dissipadors d'energia.

## Nota
1. ↑  Tennessee Valley Authority. Technical report - Tennessee Valley Authority.  Tennessee Valley Authority, 1950, p. 608– [Consulta: 14 febrer 2011].